# Dmitrij Kiriłłow (zapaśnik)
Dmitrij Anatoljewicz Kiriłłow (ros. Дмитрий Анатольевич Кириллов; ur. 1 września 1978) – rosyjski zapaśnik startujący w stylu wolnym. Trzeci w Pucharze Świata w 2009. Mistrz świata juniorów z 1997. Mistrz Rosji w 1997 i trzeci w 2003 roku. 